# Gods of War
(Manowar - Die for Metal)
Gods of War è il decimo album della band statunitense heavy metal Manowar.

## Il disco
È uscito in Germania il 23 febbraio 2007, in Italia il 26 febbraio ed in Francia il 5 marzo e il 3 aprile in Canada e negli Stati Uniti. La sua uscita è stata preceduta dall'EP The Sons of Odin EP, che ne ha anticipato alcune tracce. Come si può leggere nel booklet, questo cd è un "tributo ad Odino", padre degli dei, ed è il primo di una serie di concept album dedicati agli dei della mitologia norrena.
Decisi ad una svolta dopo le numerose critiche ricevute con Warriors of the World, i Manowar hanno realizzato un album fortemente caratterizzato da sonorità epiche, che negli ultimi lavori erano effettivamente poco presenti. Il lavoro presenta un'alternanza di parti interamente orchestrali (Overture to the Hymn of the Immortal Warriors, Overture to Odin) e di parti narrate (The Ascension, The Blood of Odin, Glory Majesty Unity), oltre che alle normali canzoni, che contribuiscono ad aumentare l'atmosfera generale del disco.
Canzoni veloci e potenti (Loki God of Fire, The Sons of Odin) sono inframmezzate da lente ballate (Blood Brothers) e da inni epici (Sleipnir, Gods of War). La bonus track Die for Metal è fuori dalla "trama" del disco e segue il filone intrapreso con Louder Than Hell e Warriors of the World: si tratta di un inno ai fans, a se stessi e al "vero metallo" confezionato su misura per essere suonato ai concerti.

## Edizioni
Gods of War è distribuito in edizioni differenti/limitate; le edizioni di questo album sono tre: una normale (comune), un'edizione da 2 LP e, infine, un'edizione molto particolare avente una sovracopertina esterna in metallo con inciso il nome/simbolo Manowar con all'interno una sorta di piccolo libriccino contenente il CD e un DVD con 40 minuti di dietro alle quinte; tra il CD e il DVD si trova il booklet scritto totalmente in alfabeto runico.

## Tracce
1. Overture to the Hymn of the Immortal Warriors – 6:19
2. The Ascension – 2:30
3. King of Kings – 4:17
4. Army of the Dead, Part I – 1:58
5. Sleipnir – 5:13
6. Loki God of Fire – 3:49
7. Blood Brothers – 4:54
8. Overture to Odin – 3:41
9. The Blood of Odin – 3:57
10. The Sons of Odin – 6:23
11. Glory Majesty Unity – 4:41
12. Gods of War – 7:25
13. Army of the Dead, Part II – 2:20
14. Odin – 5:26
15. Hymn of the Immortal Warriors – 5:29
16. Die for Metal (Bonus track) – 5:16

## Formazione
- Karl Logan - chitarra
- Joey DeMaio - basso
- Scott Columbus - batteria
- Eric Adams - voce